# Rhodocyphella cupuliformis
Rhodocyphella cupuliformis är en svampart som först beskrevs av Berk. & Ravenel, och fick sitt nu gällande namn av W.B. Cooke 1961. Rhodocyphella cupuliformis ingår i släktet Rhodocyphella och familjen Tricholomataceae.   Inga underarter finns listade i Catalogue of Life.